# Louis de Planet
Pour les articles homonymes, voir Planet.
Louis de Planet, né le 9 juin 1814 à Toulouse et mort le 15 décembre 1875 à Paris, est un peintre français.

## Biographie
Marie François Xavier Louis de Planet est le fils de Xavier de Planet, avocat, et de Héloise Plohais.
Il fait des études de droit tout en suivant les cours des Beaux-Arts.
Élève de Joseph Roques, puis d'Eugène Delacroix, il expose au Salon de 1845 à 1864.
Il s'établit dans la capitale au no 5 de la rue des Beaux-Arts.
Il relate dans un cahier ses Souvenirs de travaux de peinture avec Eugène Delacroix.
Il meurt célibataire à son domicile de la rue Dufrenoy, à l'âge de 61 ans.